# Crevillent
Crevillent (spanisch: Crevillente) ist eine südostspanische Gemeinde (municipio) mit 30.585 Einwohnern (Stand: 2024) in der Provinz Alicante der Valencianischen Gemeinschaft. 

## Geographie
Crevillent liegt nahe der Costa Blanca im Südosten Spaniens. Die Ortsmitte von Crevillent liegt etwa sieben Kilometer südwestlich von Elche, rund 31 Kilometer südwestlich von Alicante und rund 160 Kilometer südöstlich von Albacete.
Im Norden grenzt die Gemeinde an Aspe und Fondó de les Neus, im Osten an Elche, im Westen an Albatera und Sant Isidre und im Süden an Catral, Dolors und Callosa de Segura.
Die Stadt liegt in der Metropolregion Alicante-Elche.

## Bevölkerungsentwicklung
| Jahr      | 1857  | 1887   | 1910   | 1920   | 1930   | 1940   | 1950   | 1960   | 1970   | 1981   | 1991   | 2001   | 2006   | 2008   | 2014   |
| Einwohner | 7.787 | 10.114 | 10.452 | 11.216 | 11.991 | 11.403 | 12.636 | 14.047 | 16.901 | 20.841 | 22.660 | 25.101 | 27.815 | 28.432 | 28.328 |

## Sehenswürdigkeiten
- Kirche Nuestra Señora de Belén aus dem achtzehnten Jahrhundert.
- Archäologische Museum Museo Arqueológico Municipal
- Museum Museo de la Semana Santa
- In der Stadt befinden sich noch weitere Museen

## Städtepartnerschaften
- Fontenay-le-Comte, seit 1968
- Fontenay-le-Fleury, seit 2005
- La Gouira

## Persönlichkeiten
- Domingo Ramón (* 1958), Hindernisläufer